# Чжэчэн
Чжэчэ́н (кит. упр. 柘城, пиньинь Zhèchéng) — уезд городского округа Шанцю провинции Хэнань (КНР). Название уезда означает «город Чжэ» и происходит от ручья Чжэгоу.

## История
При империи Цинь был создан уезд Чжэсянь (柘县). При империи Суй в 596 году он был переименован в Чжэчэн. При империи Мин в 1542 году уездный центр был смыт наводнением, и в 1554 году вновь построен южнее, на современном месте.
В марте 1949 года был образован Специальный район Шанцю (商丘专区), и уезд вошёл в его состав. В декабре 1958 года Специальный район Шанцю был присоединён к Специальному району Кайфэн (开封专区), но в 1961 году был воссоздан . В 1968 году Специальный район Шанцю был переименован в Округ Шанцю (商丘地区).
В июне 1997 года были расформированы город Шанцю, уезд Шанцю и округ Шанцю, и был образован городской округ Шанцю.

## Административное деление
Уезд делится на 2 уличных комитета, 8 посёлков и 12 волостей.